# Desperados (film)
Desperados – amerykański film komediowy z 2020 roku napisany przez Ellen Rapoport oraz wyreżyserowany przez LP.
Premiera filmu odbyła się 3 lipca 2020 na platformie Netflix.

## Fabuła
Spanikowana młoda kobieta Wesley (Nasim Pedrad) wyrusza ze swoimi przyjaciółkami do Meksyku, aby wykasować niezbyt przyjemny e-mail, który wysłała do swojego nowego chłopaka. Po przybyciu na miejsce dziewczyny spotykają jej byłego chłopaka Seana, który zostaje uwikłany w ich szaloną intrygę.

## Obsada
- Nasim Pedrad as Wesley
- Anna Camp as Brooke
- Lamorne Morris as Sean
- Sarah Burns as Kaylie
- Jessica Chaffin as Debbie
- Robbie Amell as Jared
- Heather Graham as Angel de la Paz

## Odbiór

### Krytyka
Film Desperados spotkał się z mieszaną reakcją krytyków. W serwisie Rotten Tomatoes 27% z piętnastu recenzji filmu jest pozytywne (średnia ocen wyniosła 3,94 na 10). Na portalu Metacritic średnia ocen z 8 recenzji wyniosła 43 punkty na 100.